# Archives de l'État en Belgique
Pour les articles homonymes, voir Archives générales et Archives générales de la nation.
Les Archives de l’État (AE ; en néerlandais : Rijksarchief ; en allemand : Staatsarchiv) sont un établissement scientifique fédéral belge qui fait partie du Service public fédéral de Programmation (SPP) Politique scientifique.
Les Archives de l’État sont constituées des Archives générales du Royaume à Bruxelles et de dix-huit dépôts à travers la Belgique. Chaque implantation dispose d’une salle de lecture. Les documents d’archives y sont mis à la disposition du public. Les lecteurs peuvent ainsi y consulter des documents papier ou numérisés, dans la limite du caractère privé de certaines données.
Centre de connaissance en information historique et en archivistique, les Archives de l’État abritent plus de 325 km d'archives et 25 km de livres.
Xavier Jacques-Jourion, archiviste général du Royaume, est le directeur-général des Archives de l'État en Belgique.

## Organisation administrative
Les Archives générales du Royaume et Archives de l'État dans les Provinces sont divisés en quatre départements :

### Département I: Archives dans la Région de Bruxelles-Capitale

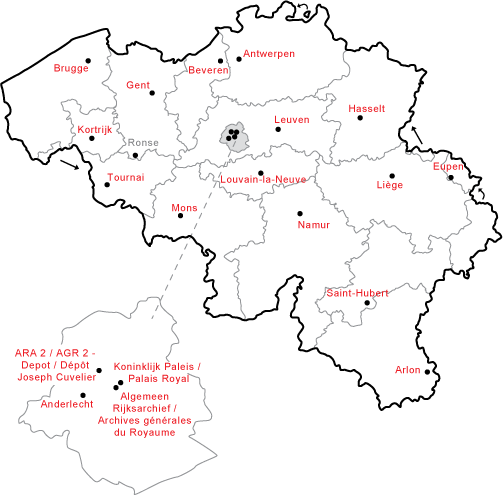
Carte de répartition des différents dépôts des Archives de l'État en Belgique

- Archives générales du Royaume (siège central)
- Archives générales du Royaume 2 - Dépôt Joseph Cuvelier
- Archives du Palais royal
- Archives de l'État à Bruxelles

### Département II: Archives dans les provinces flamandes
- Archives de l'État à Louvain
- Archives de l'État à Courtrai
- Archives de l'État à Anvers-Beveren
- Archives de l'État à Hasselt
- Archives de l'État à Gand
- Archives de l'État à Bruges

### Département III: Archives dans les provinces wallonnes et dans la Communauté germanophone
- Archives de l'État à Eupen
- Archives de l'État à Tournai
- Archives de l'État à Saint-Hubert (dépôt fermé le 1er mars 2019 et archives transférée à Arlon)
- Archives de l'État à Namur
- Archives de l'État à Mons
- Archives de l'État à Louvain-la-Neuve
- Archives de l'État à Liège
- Archives de l'État à Arlon

### Département IV
- Centre d'études guerre et société (CegeSoma)

## Une institution aux objectifs multiples

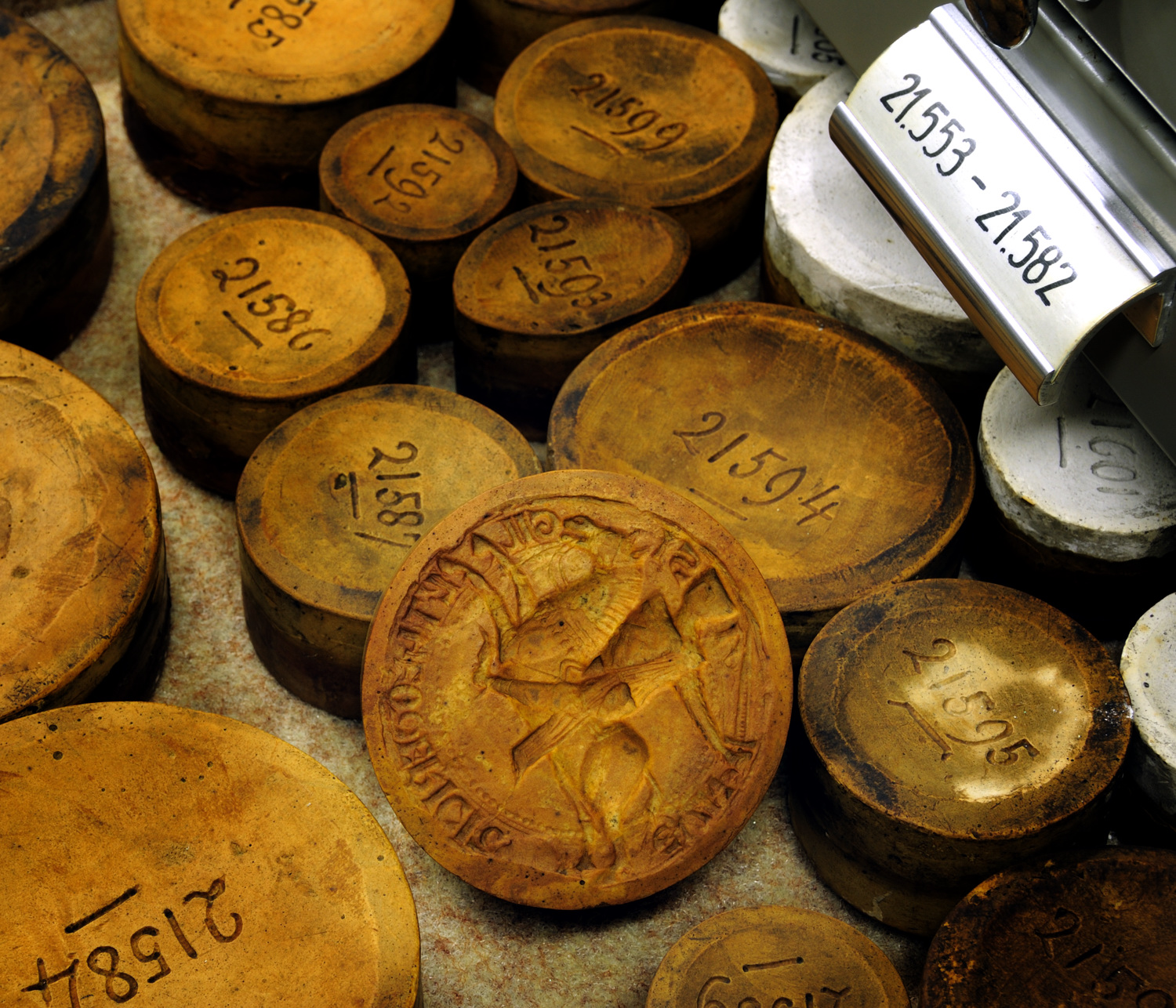
Avec plus de 38000 pièces, la collection de moulages de sceaux des Archives de l'État en Belgique est la deuxième plus importante au monde.

### Conservation et préservation du patrimoine archivistique
La préservation matérielle des archives est l'une des tâches primordiales des Archives de l'État. 
Les matériaux archivistiques sont conservés à long terme dans des locaux spécialement équipés à cette fin. Ils répondent à des exigences sévères quant à la température, à l'humidité de l'air, à la sécurité en matière de feu ou d'inondation. Les documents reposent dans des chemises et des boîtes d'archives, non acides, munies des éléments d'identification nécessaires. Les producteurs d'archives peuvent également se procurer ces boîtes d'archives non acides auprès des Archives de l'État, à prix démocratique. Les archives détériorées au cours du temps sont restaurées et reliées à nouveau. Afin de limiter les dommages, les archives fréquemment consultées par le public (registres paroissiaux, registres de l'état civil, cartes, plans et dessins, chartes anciennes sur parchemin) sont transférées sur microfilms et, de plus en plus, numérisées.
Les Archives de l'État coordonnent la politique archivistique au niveau national et visent à une collaboration efficace sur le plan international.

### La surveillance des archives
Les Archives de l’État exercent une surveillance des archives des services publics : cours, tribunaux, administrations et institutions publiques belges. Aucun document d’archives produit ou reçu par les pouvoirs publics ne peut être détruit sans avoir obtenu l’autorisation de l’archiviste général du Royaume ou de ses délégués.
Cette surveillance des archives publiques est confiée aux archivistes de la section « Surveillance, avis et coordination de la collecte et de la sélection » des Archives de l'État ainsi qu’aux archivistes des dépôts des Archives de l’État dans les provinces. Les premiers surveillant les services centraux des institutions fédérales, les seconds exercent une surveillance sur les services extérieurs des administrations fédérales, sur les cours et tribunaux du pouvoir judiciaire et sur les institutions régionales et locales.
Les Archives de l'État veillent donc à la bonne conservation des documents d’archives produits et gérés par les autorités publiques belges. Les Archives de l'État donnent à ce sujet des directives et des recommandations, effectuent des visites de contrôle, organisent des cours pour les fonctionnaires et interviennent en tant que conseiller pour la construction et l’aménagement des locaux de conservation d’archives et pour l’organisation de la gestion d’archives au sein d’une administration publique.
Les directives, brochures de conseils et recommandations sont disponibles sur le site internet des Archives de l'État.

### Acquisition d'archives des pouvoirs publics et d'archives privées

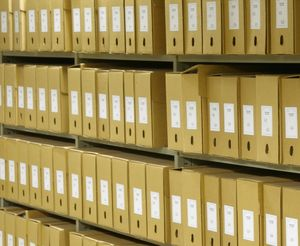
Après le tri, les documents d'archives sont placés dans des boîtes destinées à la conservation à long terme.

Les Archives de l'État acquièrent et conservent (après tri) les archives d’au moins trente ans des cours et tribunaux, des administrations publiques, des notaires, ainsi que du secteur privé et des particuliers (entreprises, hommes politiques, associations et sociétés, familles influentes, etc., qui ont joué un rôle important dans la vie sociale). Elles veillent à ce que les archives publiques soient transférées selon les normes archivistiques.

### Service au public
Les Archives de l’État mettent à disposition du public les archives qu’elles conservent, en respectant le caractère privé de certaines données. 
Elles ont ainsi aménagé des salles de lecture, ouvertes à toutes et tous, dans chacune de leurs dix-neuf implantations. Étudiants, généalogistes, historiens, chercheurs, etc., peuvent y consulter de nombreux documents d’archives sous forme papier, numérique ou sur microfilms. 
Diverses publications destinées à faciliter les recherches (inventaires, guides, etc.) sont disponibles en salle de lecture ou en vente à la boutique des Archives générales du Royaume. 
Les Archives de l’État ont également pour priorité de mettre à disposition du public un maximum d’informations via internet. Certaines publications sont dès lors téléchargeables gratuitement sur le site internet de l'établissement. On y trouve, par ailleurs, les registres paroissiaux, bon nombre de registres de l'état civil de plus de cent ans, les procès-verbaux des réunions du Conseil des ministres de 1917 à 1979, plusieurs milliers de cartes et plans, etc.
Afin de faire découvrir au public l'étendue de leurs collections, les Archives de l'État organisent, en outre, régulièrement des expositions dans les divers dépôts. Lors de ces expositions thématiques, les documents d’archives sont présentés dans un contexte sociétal et culturel étendu. Ces manifestations sont accompagnées de la publication d'un catalogue, d'un dossier scientifique ou d'une brochure.
Colloques, journées d'étude, conférences, séminaires se déroulent, par ailleurs, pour des publics spécifiques. Les Archives de l'État collaborent également à divers événements (ex : les journées du patrimoine). Ceux-ci sont annoncés sur le site internet, la page Facebook ou le bulletin d'informations des Archives de l'État.

### Ouverture du patrimoine archivistique à la recherche
Une des tâches principales du personnel scientifique consiste à rendre accessible à la recherche l’immense quantité d’archives qui se trouve dans l'établissement via la réalisation d’instruments de recherche scientifique : jalons de recherche, aperçus d’archives et guides, inventaires, études institutionnelles. Ces publications visent à permettre au chercheur de découvrir endéans un temps raisonnable et de manière assez précise l’information souhaitée.
Les Archives de l'État sont un centre de connaissance de l’information historique et d’archivistique. Le personnel scientifique des Archives de l'État effectue une recherche scientifique permanente au niveau de l’archivistique, de la conservation et de l’histoire institutionnelle des établissements producteurs d’archives, ceci dans le cadre de l’accomplissement responsable des tâches mentionnées ci-dessus en matière d’acquisition, de conservation, d’ouverture à la recherche et de communicabilité.

### Recherche scientifique
En tant qu'institution scientifique, les Archives de l'État déploient une activité scientifique dans les domaines qui lui sont propres : l'archivistique, la conservation et l'histoire des institutions productrices d'archives. Il n'est pas possible de s'acquitter de façon appropriée des tâches énumérées ci-dessus (acquisition, conservation, ouverture à la recherche et communication) sans que cette activité ne s'appuie en permanence sur la recherche scientifique.
Une part importante des activités scientifiques est menée en collaboration étroite avec les universités.

### Numérisation des archives
Les Archives de l’État se sont lancées depuis peu dans un vaste chantier : la numérisation des archives. 
À cet effet, tous les dépôts des Archives de l’État ont été équipés de salles de lecture numériques.
Depuis août 2009, les registres paroissiaux et registres d’état civil numérisés de tout le pays ont été mis progressivement à disposition  du public dans les salles de lecture des Archives de l’État.
Depuis janvier 2013, plus de 27 000 registres paroissiaux et un nombre sans cesse croissant de registres d’état civil sont également disponibles gratuitement sur le site internet des Archives de l’État.
D’autres types de documents sont également consultables le site internet des Archives de l’État : 6 000 photos de la Première Guerre mondiale, plusieurs milliers de cartes et plans, les procès-verbaux du Conseil des Ministres (1918-1979), l'annuaire statistique de la Belgique (et du Congo belge) de 1870 à 1995, près de 38 000 moulages de sceaux, etc.

## Historique des Archives générales du Royaume et Archives de l’État dans les Provinces
Historique des Archives générales du Royaume et Archives de l’État dans les Provinces  :

### Sous le Régime autrichien (1714-1795)
La lointaine origine des Archives de l’État belge remonte à la période autrichienne. En 1773, est érigé à Bruxelles un Bureau des Archives. Il s’agissait d’un dépôt général et permanent pour les principales archives des Pays-Bas autrichiens visant, de façon très timide, à une première centralisation des archives des pouvoirs publics.

### Sous le Régime français (1795 - 1815) et à l'époque du royaume uni des Pays-Bas (1815 – 1830)
La loi du 7 messidor an II (25 juin 1794) conduit à la création d’un dépôt d’archives central pour l’ensemble de la République. Elle proclame également le principe fondamental et révolutionnaire qu'il fallait mettre les archives de la nation à la disposition des citoyens.
Le décret du 5 brumaire an V (26 octobre 1796) ordonne la création d’un dépôt d’archives dans chaque département.
Des dépôts d’archives furent créés dans tous les départements, à l’exception de celui des Deux-Nèthes (province d'Anvers). À partir de 1800, ils furent placés sous le contrôle du secrétaire général de la préfecture. Des conservateurs dont les traitements étaient payés par l’État furent d’abord nommés à Bruxelles et à Liège, puis à Mons et encore à Gand.

### Après l’indépendance de la Belgique (1830 - aujourd'hui)
Après l'indépendance de la Belgique, des services d’archives de l’État sont créés dans les chefs-lieux de provinces suivants : Bruges (1834), Tournai (de 1834 à 1895), Namur (1849), Arlon (1851), Hasselt (1869) et Anvers (1896).
Par arrêté royal du 17 décembre 1851, les archives de l’État dans les provinces sont placées sous la direction de l’archiviste général du Royaume.
En 1964, quatre dépôts d’arrondissement voient le jour : à Huy (fermé depuis février 2008), Courtrai, Renaix (fermé depuis septembre 2010) et Tournai.
Des dépôts d’archives auxiliaires ouvrent également leurs portes à Saint-Hubert (1960) et à Beveren (1964). Le dépôt des Archives de l’État à Eupen est créé en 1988 à la suite de la deuxième réforme de l’État belge. Les dépôts des Archives de l’État à Louvain (2001), à Anderlecht (2002) et à Louvain-la-Neuve (2009) sont créés à la suite de la scission de la province de Brabant. Le dépôt des Archives générales du Royaume 2 - dépôt Joseph Cuvelier sera prochainement inauguré.

### Importance du poste d’Archiviste général du Royaume
En 1773, le comte Jean-Baptiste Goswin de Wynants (1726-1796) est nommé à Bruxelles premier directeur général des Archives des Pays-Bas.
L’archiviste général du Royaume résidait à Bruxelles. Bruxelles subsistait comme service d’archives principal, aussi après le départ des Autrichiens et l’arrivée des Français, et gagnait encore de l’importance pendant la période du royaume uni des Pays-Bas. Fin 1814, Pierre-Jean L’Ortye fut nommé « secrétaire archiviste » des Archives générales de Bruxelles et chargé de la surveillance sur la conservation et la gestion des archives produites par les organismes publics. En 1831, Louis-Prosper Gachard, son adjoint depuis 1826, lui succède et devient le premier véritable archiviste général du Royaume.
Gachard exerça ses fonctions de 1831 à 1885, jusqu’à son décès la veille de Noël.

### La loi relative aux archives en Belgique
Les Archives de l’État sont régies par la loi du 24 juin 1955, modifiée par la loi du 6 mai 2009. Cette loi était critiquée à cause de sa désuétude; en effet elle avait été écrite pour un état belge unifié, or celui-ci est devenu un État fédéral dans les années 1970, et la centralisation des archives mettait à mal la division entre pouvoir fédéral et pouvoir régional. 
En 2009, le délai de versement d’archives de droit public a été ramené de cent à trente ans[réf. souhaitée]. Cette mesure, appliquée après une période transitoire, vise à répondre aux attentes des citoyens désireux d’effectuer des recherches sur l’histoire récente ou la généalogie. 
La consultation de certaines archives peut néanmoins être limitée en raison de la législation relative à la protection de la vie privée et de la législation relative à la publicité des registres de l'état civil.

### Liste des archivistes généraux
- Pieter-Jan L’Ortye (1814-1831) (Secrétaire-archiviste)
- Louis-Prosper Gachard (1831-1885) (Secrétaire-archiviste de 1831 à 1859)
- Charles Piot (1886-1897)
- Alphonse Goovaerts (1898-1904)
- Arthur Gaillard (1904-1912) (faisant fonction)
- Joseph Cuvelier (1912-1935) (faisant fonction de 1912 à 1913)
- Dieudonné Brouwers (1936-1939)
- Camille Tihon (1939-1955)
- Etienne Sabbe (1955-1968)
- Maurits Vanhaegendoren (1968) (faisant fonction)
- Lucienne Van Meerbeeck (1968) (faisant fonction)
- Carlos Wyffels (1968-1987)
- Ernest Persoons (1987-2002)
- Daniel Van Overstraeten (2002-2003) (faisant fonction)
- Herman Coppens (2004-2005) (faisant fonction)
- Karel Velle (2005-2024)
- Pierre-Alain Tallier (2024) (faisant fonction)
- Xavier Jacques-Jourion (depuis 2024)